# Cultura dei castellieri
La cultura dei castellieri si sviluppò in Istria nell'età del bronzo medio, per espandersi successivamente nel resto della Venezia Giulia (Carsia), in Friuli (cjastelîr in friulano), Dalmazia, Veneto e zone limitrofe. Durò oltre un millennio (dal XV al III secolo a.C. circa) ed ebbe termine solo con la conquista romana. Prende il nome dai borghi fortificati che sorsero un po' ovunque nella sua zona di diffusione e che furono definiti per l'appunto castellieri.

## Territorio e popolazioni

### Popolazioni
A dare vita alla cultura dei castellieri fu un gruppo etnico di incerta origine, ma probabilmente pre-indoeuropeo e sicuramente proveniente dal mare. I primi castellieri furono infatti costruiti lungo le coste istriane e presentano un curioso fenomeno di megalitismo riscontrabile in quello stesso periodo nel mondo miceneo. Purtuttavia, essendo questo stesso fenomeno diffuso in molte zone del Mediterraneo, non è stato possibile determinare con certezza la provenienza egea di tale popolazione; le ipotesi avanzate su una sua origine illirica non sono parimenti avvalorate dai reperti in nostro possesso. Va anche segnalato che un'etnia propriamente illirica iniziò a formarsi in Europa solo attorno al X secolo a.C.

## I castellieri
Erano dei borghi fortificati, generalmente situati su montagne e colline o, più raramente, in pianura (Friuli sud-orientale), e costituiti da una o più cinte murarie concentriche, dalla forma rotonda, ellittica (Istria e Venezia Giulia), o quadrangolare (Friuli), all'interno delle quali si sviluppava l'abitato. Va rilevato che lo spessore delle mura poteva raggiungere anche i quattro o i cinque metri, mentre per quanto riguarda l'altezza questa era generalmente compresa fra i cinque e i sette metri. Erano dunque delle cinte piuttosto massicce, il cui perimetro poteva misurare anche due o tre chilometri. La tecnica costruttiva era a sacco: venivano edificati due muri paralleli costituiti da grandi blocchi di pietra e riempiti, nello spazio interno, da piccole pietre, terra ed altri materiali residuali. Le case di abitazione, generalmente di modeste dimensioni e dalla forma circolare (spesso a trullo), avevano una base di pietra calcarea o arenaria e per il resto erano costruite con materiali deperibili, soprattutto legno.
In Istria, Friuli e Venezia Giulia sono rimaste alcune centinaia di castellieri, fra cui quello di Leme, in Istria centro-occidentale, di Elleri, nei pressi di Muggia, di Monte Giove, in prossimità di Prosecco (Trieste), di Slivia, frazione del comune di Duino-Aurisina, e di S.Polo (o della Gradiscata), non lontano da Monfalcone. Ma forse il castelliere più importante e popoloso era quello di Nesactium (Nesazio), nell'Istria meridionale, a pochi chilometri da Pola. Nesactium era circondata da una doppia cinta muraria e fu anche, per lungo tempo, capitale e massimo centro religioso della nazione degli Istri. Dopo la conquista romana, Nesactium, come molti altri castellieri istriani, giuliani e friulani, venne trasformato in roccaforte  militare.

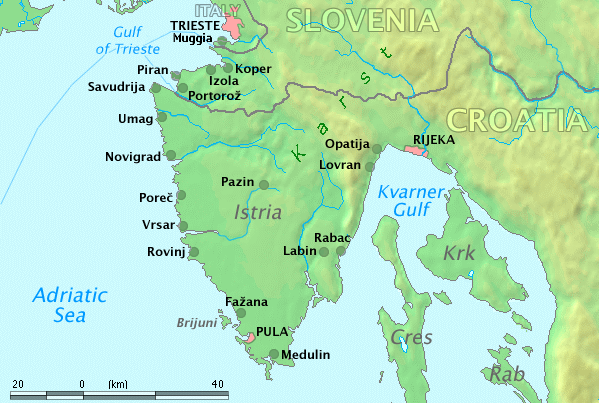
L'Istria, sede originaria della cultura dei castellieri fin dal XV secolo a.C.

Recentemente a Udine, nel corso dei lavori di ristrutturazione di Palazzo Mantica, sede della Società Filologica Friulana, è stato trovato l'aggere del castelliere della città di Udine (datato alla media età del Bronzo). Nel corso di successivi scavi stratigrafici coordinati dalla Soprintendenza Archeologica del Friuli Venezia Giulia, è stato possibile studiarne la struttura e la tecnica costruttiva.

## Storia

### Le migrazioni indoeuropee
Durante la prima età del ferro (X secolo a.C.-VIII secolo a.C.) le popolazioni pre-indoeuropee che in epoca protostorica avevano iniziato a plasmare la cultura dei castellieri furono sostituite da altre di origine indoeuropea, fra cui i Liburni (popolo venetico successivamente illirizzato), gli Iapodi (o Japodi) in Dalmazia e nella zona di Fiume, e gli Istri (o Histri) nella penisola a cui diedero il nome e nella Venezia Giulia meridionale, fino al Timavo. Nella prima metà del IV secolo a.C. si vennero ad insediare nella parte centro-settentrionale del Friuli e della Venezia Giulia anche i Carni, gruppo etnico celtico che non ebbe un ruolo marginale nell'elaborazione della cultura dei castellieri, dal momento che introdusse, in questa parte d'Italia, una siderurgia particolarmente avanzata per l'epoca. Il sovrapporsi, l'alternarsi o, in taluni casi, la condivisione di uno stesso territorio fra le varie etnie cui abbiamo fatto accenno, ebbe un'influenza del tutto insignificante sulle tecniche di costruzione utilizzate, le quali si mantennero inalterate fino ad età romana.

### Le invasioni celtiche
Nel corso del IV secolo a.C. alcune popolazioni celtiche, fra cui anche gruppi di Carni stabilitisi, come si è detto, nelle prealpi friulane e giuliane, invasero la Venezia Giulia meridionale, l'Istria e la Dalmazia. Gli Istri, i Liburni e i Giapidi ne contrastarono l'avanzata, non potendo però impedire che alcuni di questi gruppi si insediassero permanentemente nella Dalmazia interna. Col tempo tali gruppi si fusero con i Giapidi, dando origine ad una popolazione illiro-celtica che, in epoca romana, fu descritta da Strabone. Le invasioni celtiche che, com'è noto, raggiunsero nel III secolo a.C. persino la Grecia e la penisola anatolica, ebbero un impatto molto minore sulle altre due popolazioni castricole e cioè sugli Istri e i Liburni.

### La conquista romana

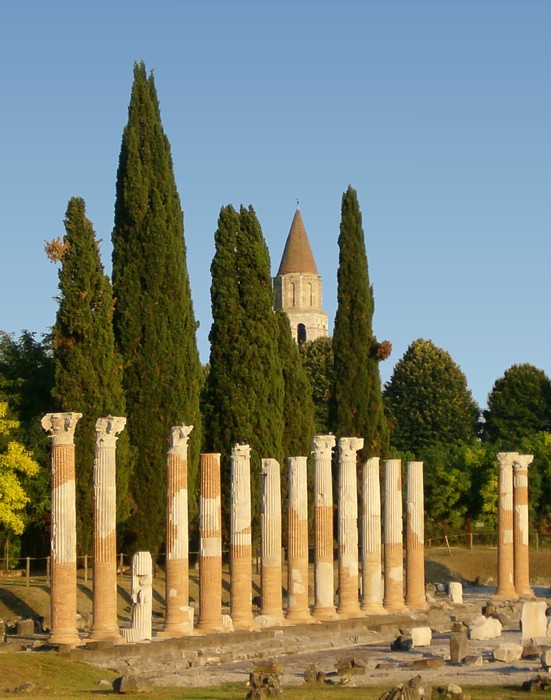
Aquileia

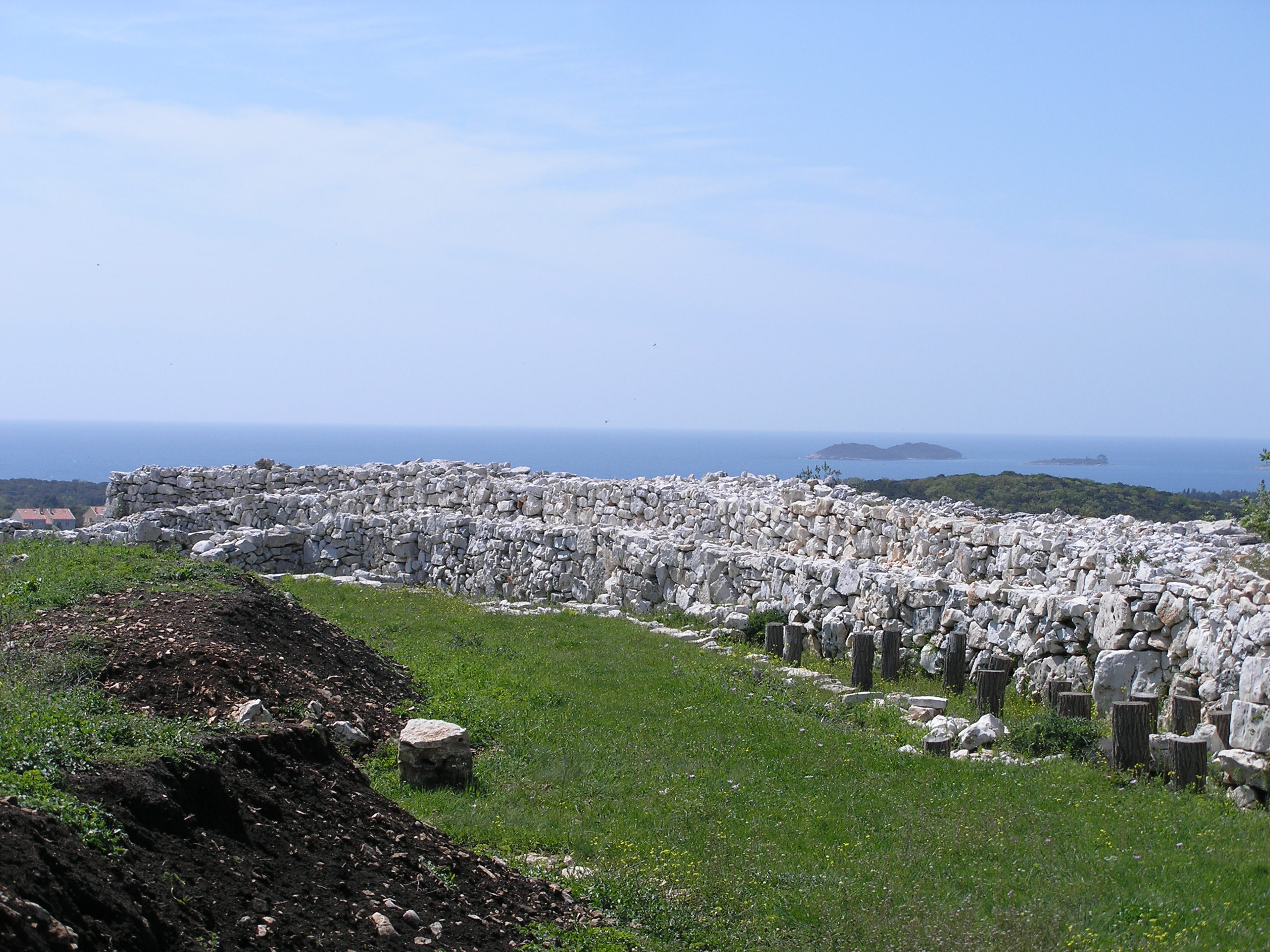
Moncodogno, in Istria

Poco prima della II guerra punica i Romani avevano iniziato la loro penetrazione in area padano-veneta. Nel 221 a.C. gli Istri, che vivevano nella penisola omonima e nel carso triestino, furono costretti a pagare un tributo a Roma in segno di sottomissione, conservando però le proprie libertà. La deduzione di una colonia di diritto latino ad Aquileia (181 a.C.), a ridosso del territorio degli Istri, fu il preludio della definitiva annessione di questa nobile e fiera popolazione avvenuta pochi anni più tardi. Una spedizione romana nel 178 a.C. varcò l'Isonzo, ma venne decimata. L'anno successivo, un nuovo e più potente esercito romano entrò in Istria e la conquistò, riuscendo ad espugnare, dopo un lungo e durissimo assedio, la sua capitale Nesactium. Le fonti classiche tramandano che il re di questo popolo, Epulo, preferì togliersi la vita assieme ai pochi cittadini superstiti, piuttosto che cadere nelle mani dei suoi avversari.
Nel 169 a.C. fu la volta dei Giapidi e dei Liburni del Quarnero, sconfitti dal console G. Cassio Longino: la loro sottomissione definitiva avvenne però solo quaranta anni più tardi, nel 129 a.C. I Carni del Friuli e della Venezia Giulia settentrionale furono gli ultimi castricoli a perdere le proprie libertà: la loro incorporazione nello Stato romano ebbe luogo solo nel 115 a.C., dopo lunga e fierissima resistenza.

## Economia

### Attività agropecuarie, manifatturiere, commerciali
Tutte le popolazioni che, nel corso dei secoli, si succedettero nella regione avevano un carattere stanziale ed erano dedite, in prevalenza, ad attività primarie come l'agricoltura (cereali) e l'allevamento (suini, ovini e caprini soprattutto, scarsi i bovini). Anche i campi destinati alla coltivazione venivano spesso delimitati da mura ed erano cosparsi di castellieri dalle dimensioni ridotte, che con ogni probabilità venivano adibiti a rifugio o a deposito.
Per quanto riguarda le attività secondarie, grande sviluppo ebbe la siderurgia, curiosamente legata, almeno fino al V secolo a.C., più alla lavorazione del bronzo che non a quella del ferro. Quest'ultima iniziò a diffondersi capillarmente solo con l'arrivo dei Carni e di altre popolazioni celtiche nel Friuli e in Venezia Giulia. Con la venuta dei Celti ricevette anche particolare impulso la lavorazione dell'argento. Le attività manifatturiere avevano un carattere artigianale: venivano fabbricate armi di vario tipo, attrezzi destinati all'agricoltura, fibule, borchie ed altri oggetti destinati a corredare l'abbigliamento. Non mancava una copiosa produzione di utensili per uso domestico, spesso di buona fattura. Va infine segnalata l'eccezionale perizia nella costruzione di imbarcazioni da parte dei Liburni, i quali  diedero il nome ad un celebre tipo di nave leggera: la liburna. Questa, per la sua velocità e manovrabilità, fu adottata dalle flotte romane fin dal I secolo a.C.
Sebbene i castellieri fossero dei centri produttivi di carattere autarchico, svolsero anche la funzione di luoghi destinati allo scambio. Dai ritrovamenti fatti (vasellame, monili, urne cinerarie e persino statue, come a Nesactium) risultano evidenti i contatti che le popolazioni della regione ebbero con il resto del mondo adriatico e persino con il Mar Egeo. Tali contatti si intensificarono a partire dall'VIII secolo a.C. e raggiunsero il loro massimo sviluppo attorno al VI e al V secolo a.C., in concomitanza con la diffusione della civiltà etrusca nell'Italia settentrionale e con l'ascesa delle colonie greche sulle sponde balcaniche dell'Adriatico: Orikos (Oρικος), Epidamnos (Επίδαμνος) e Apollonia (Απολλωνία).

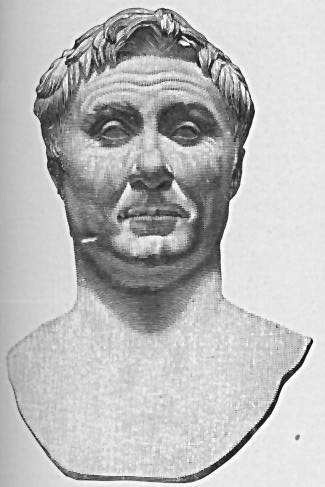
Gneo Pompeo Magno

### Pirateria
In grande auge fu, fin dai primi secoli dell'età del ferro, la pirateria. A questa attività si dedicarono, in maggiore o minor misura, tutte le popolazioni che diedero vita alla cultura dei castellieri, ad eccezione dei Carni, i cui territori di stanziamento non avevano sbocchi sul mare. Celebri, sotto questo particolare profilo, i Liburni, che sembra traessero da tale risorsa economica la fonte principale per il proprio sostentamento. Fino al V secolo a.C. la pirateria liburna interessò soprattutto le navi mercantili greche ed etrusche, poi anche quelle di altre popolazioni italiche ed infine imbarcazioni romane. Questo atteggiamento fornì a Roma il pretesto per scatenare la Prima guerra illirica contro la regina Teuta e iniziare l'allargamento politico e territoriale verso la Grecia, la Macedonia e l'Asia. Cionondimeno la pirateria (anche nell'Adriatico) rimase attiva e si protrasse ben oltre la conquista romana. Nel 67 a.C. l'offensiva di Gneo Pompeo per liberare il Mare Nostrum da tale piaga era diretta anche contro i pirati liburni.

## Lingua, artigianato e arte

### Lingua
Le popolazioni castricole, a qualunque etnia appartenessero, non conoscevano la scrittura. Solo dopo la conquista romana adottarono l'alfabeto latino, ma insieme ad esso anche l'idioma dei conquistatori. La romanizzazione di tali gruppi etnici fu piuttosto rapida e capillare: già attorno alla seconda metà del I secolo poteva dirsi pienamente realizzata. Ciò rende estremamente problematico lo studio della lingua, o per meglio dire delle lingue utilizzate dalle popolazioni che, a partire dalla prima età del ferro, popolarono i territori in cui si sviluppò la cultura dei Castellieri. Dallo studio dei toponimi e del materiale onomastico possiamo dedurre che:
- i Liburni e i Giapidi parlavano lingue illiriche, quindi di ceppo indoeuropeo, pur essendo entrambe le popolazioni, con ogni probabilità, di etnia indoeuropea ma non di origine illirica;
- sulla lingua degli Istri non c'è accordo fra gli studiosi, anche se si fa sempre più strada l'ipotesi che questa possa costituire una varietà dell'illirico;
- i Carni si esprimevano in un idioma di sicura derivazione celtica, che ha lasciato numerose tracce nella toponomastica locale e qualche influsso lessicale nella lingua friulana.

### Artigianato
Nei castellieri si sviluppò, fin dall'età del bronzo, un artigianato specializzato nella produzione di vasellame per uso domestico, caratterizzato da una grande varietà di anse (a gomito, a presa forata, a ferro di cavallo, con espansioni aliformi ecc.) e spesso decorato con motivi geometrici. I castricoli sapevano anche produrre oggetti e strumenti metallici (prima in bronzo, poi in ferro) di buona qualità e destinati agli usi più diversi: armi, borchie, attrezzi per l'agricoltura ecc. La lavorazione dei corni di bovino e di cervo aveva assunto un alto livello di perfezionamento e serviva alla produzione di impugnature e manici di ogni tipo. Sono stati inoltre rinvenuti articoli di vario tipo (urne funerarie, anfore, ecc.) di produzione non locale e generalmente databili a partire dall'VIII secolo a.C. Molti di questi manufatti sono di procedenza alto-adriatica (veneta soprattutto), altri di fabbricazione apula, altri ancora egea. I castricoli sapevano anche lavorare l'ambra: a questo proposito va ricordato che il castelliere del Natisone era, con ogni probabilità, un importante mercato di smercio di questo prodotto. {senza fonte}.  

### Le statue di Nesactium

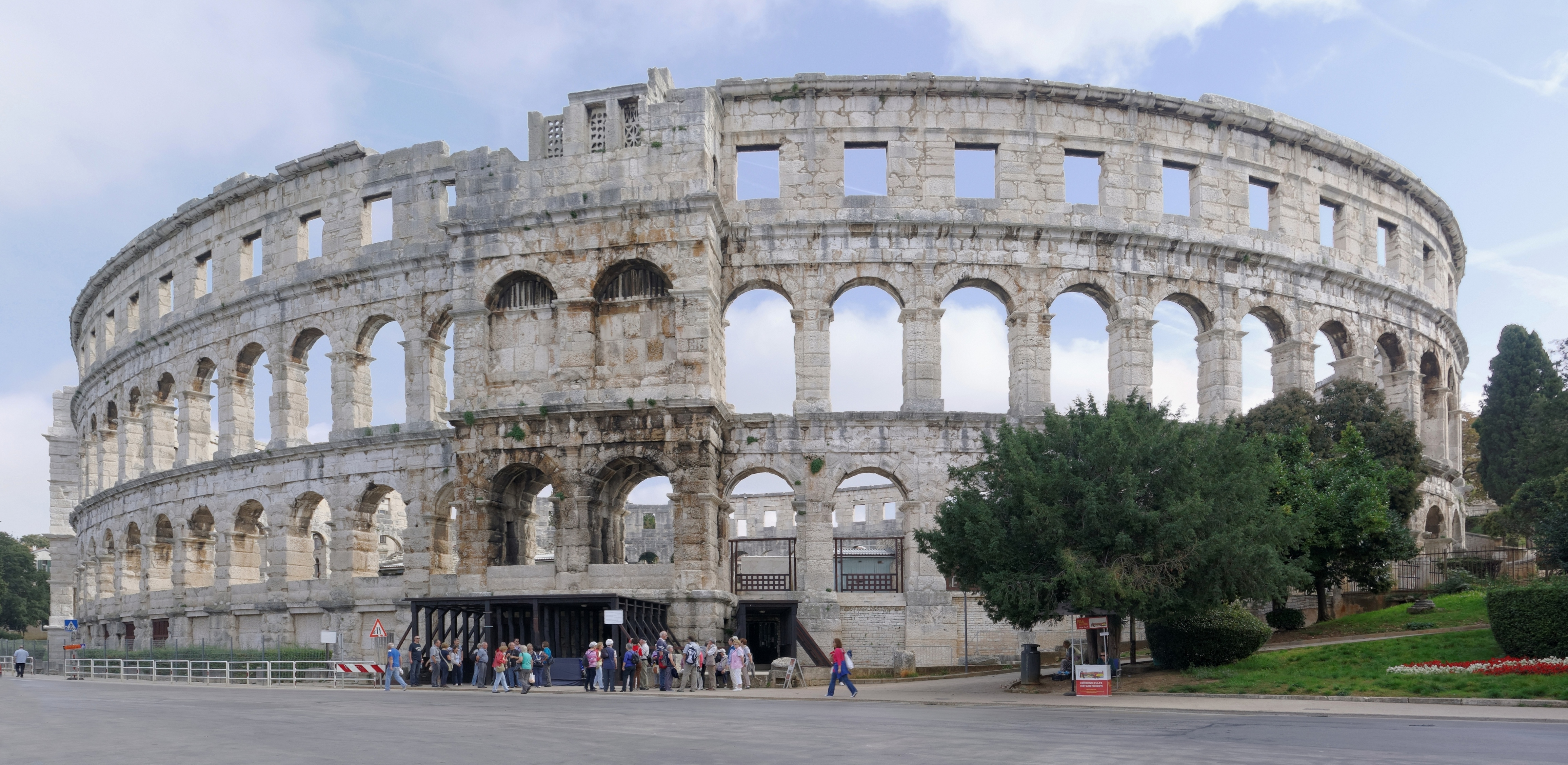
Pola, l'anfiteatro

A Nesactium, massimo centro politico e religioso degli Istri, furono rinvenute agli inizi del Novecento alcune statue di grandi dimensioni databili fra il V secolo a.C. e il IV secolo a.C. È un tipo di statuaria profondamente influenzata dall'arte etrusca che si era andata diffondendo nell'Italia settentrionale fin dal VI secolo a.C. Molti studiosi pensarono infatti che si trattasse di prodotti di importazione provenienti probabilmente dai grandi empori commerciali di Adria o di Spina. Da un più attento esame dei ritrovamenti si poté invece stabilire con certezza che le statue in questione erano state tutte fabbricate in loco. La città di Nesactium era riuscita infatti a sviluppare questo tipo di produzione artistica, unica nel suo genere, e che non troverà riscontro in nessun altro castelliere istriano, friulano o giuliano. Nel museo di Pola si possono trovare esposti, in discreto stato di conservazione, una testa bifronte e un frammento di statua di guerriero a cavallo.

## Religioni e riti funerari

### Religione
Delle divinità adorate dagli Istri non ci restano che alcuni nomi, per noi privi ormai di qualsiasi significato, fra cui Eia, Boira, Melesoco, e pochi altri. Per i Giapidi una fra le divinità più importanti era forse Bindo, che doveva avere una qualche relazione con il dio Nettuno, almeno a giudicare da alcuni luoghi sacri a lui ancora dedicati in età romana. Nel pantheon liburno troviamo invece Sentona, Iria ed Ica. Quest'ultima divinità, al pari di Bindo, era protettrice del mare e delle acque, mentre Iria doveva corrispondere alla grecoromana Afrodite-Venere.

### Riti funerari
Durante tutta l'età del bronzo il rito praticato fu quello della tumulazione, che avveniva con la deposizione del cadavere, generalmente in posizione seduta o rannicchiata, entro una cassa mortuaria costituita da blocchi di pietra. A partire dai primi secoli dell'età del ferro si andò gradualmente imponendo l'uso della incinerazione, a testimonianza del sopraggiungere di nuove etnie di origine indoeuropea che con ogni probabilità non si sovrapposero, ma si fusero con le popolazioni preesistenti. Il rito della cremazione si affiancò infatti a quello che lo aveva preceduto, senza riuscire a sostituirsi del tutto ad esso: le urne con le ceneri continuarono spesso a venir deposte nei loculi di sempre e tumulate. Va rilevato che le necropoli erano generalmente poste al di fuori dell'abitato; solo in rari casi, come nel castelliere di Leme, sono state rinvenute all'interno delle cinte murarie.

### Fonti antiche
- Tito Livio, Ab Urbe Condita
- Strabone, ΓΕΩΓΡΑΦΙΚΑ, Libro V